# كازواكي كاميزونو
كازواكي كاميزونو (باليابانية: 上園 和明) (28 نوفمبر 1981 في كاناغاوا في اليابان – )؛ هو لاعب كرة قدم ياباني سابق كان يلعب كلاعب وسط.

## وصلات خارجية
- كازواكي كاميزونو على موقع رابطة كرة القدم اليابانية للمحترفين (اليابانية)
- كازواكي كاميزونو على موقع Soccerway.com (الإنجليزية)